# Ataque militar

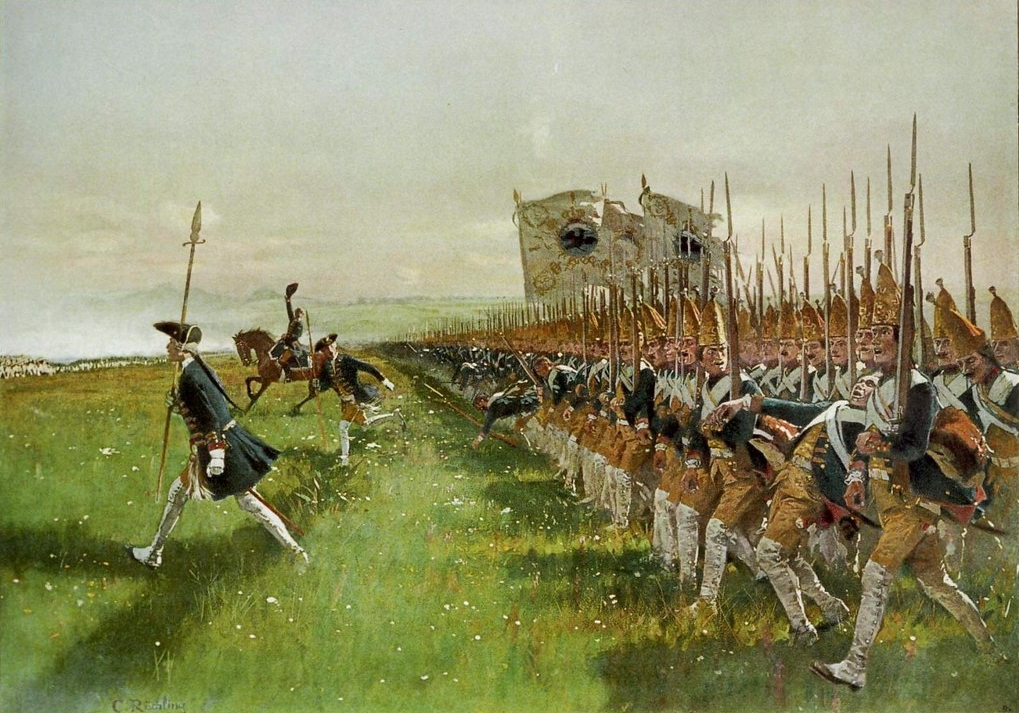
Ataque de la infantería prusiana, 1745

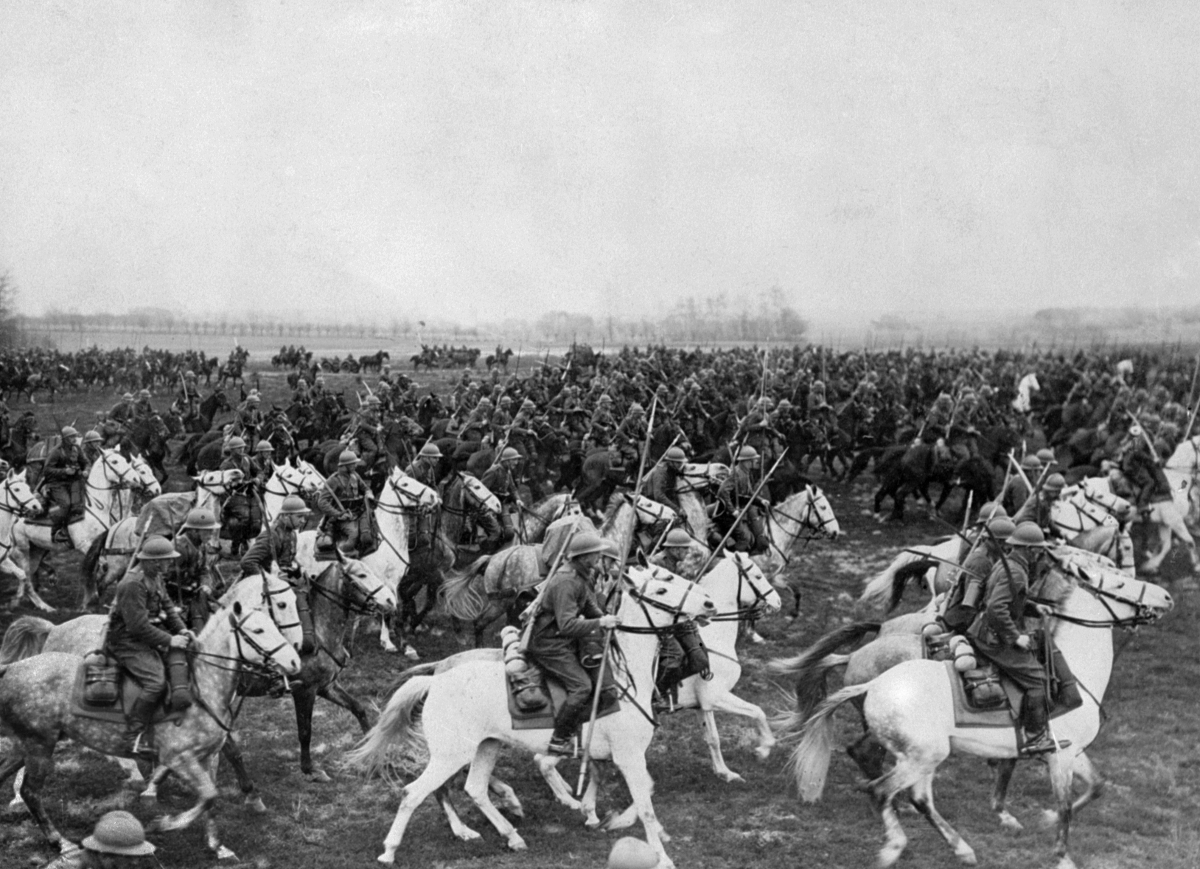
Ataque de la caballería polaca, años 30

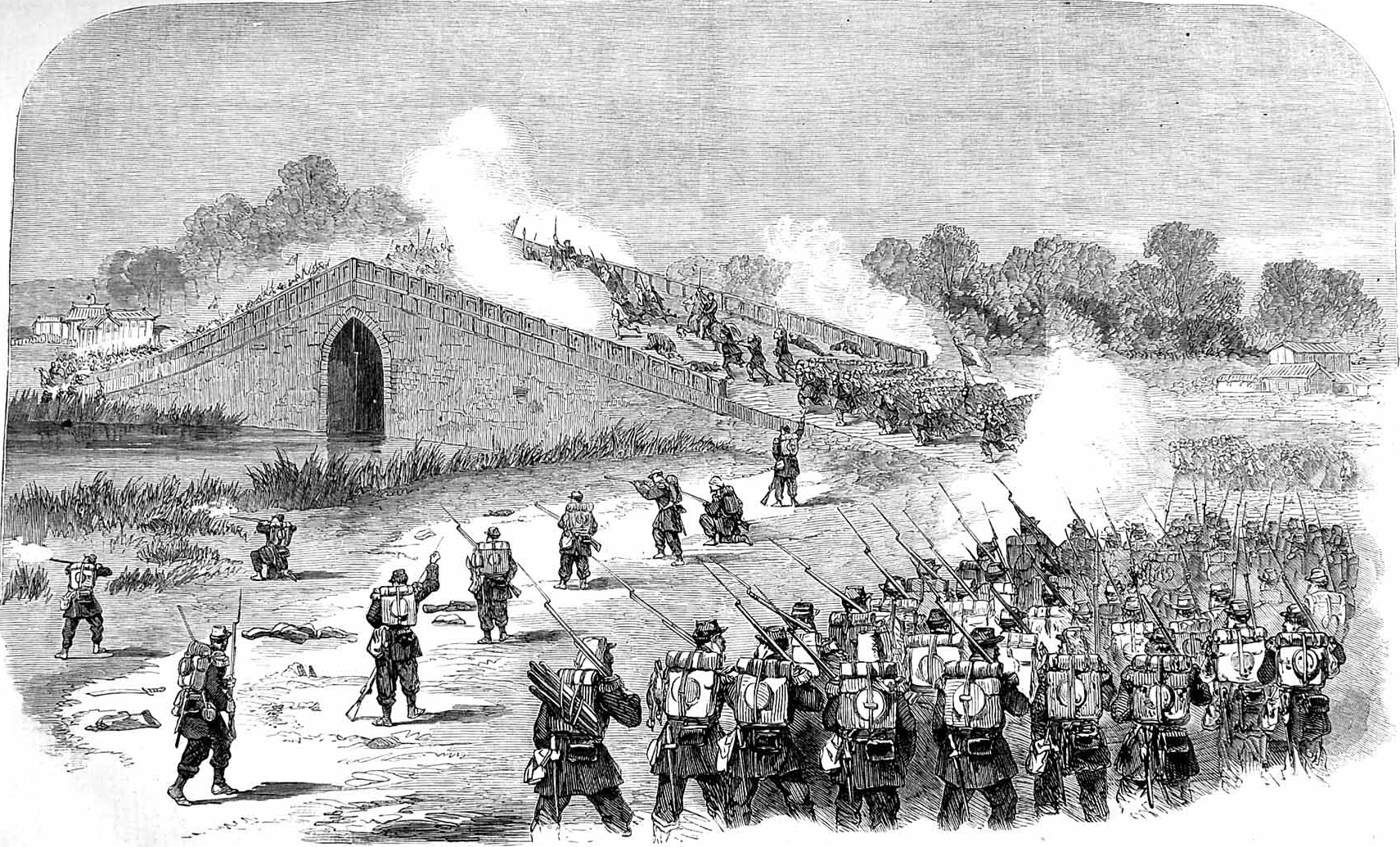
Ataque de los franceses al puente, año 1860

En el ámbito militar, se llama ataque al acto de atacar o acometer al enemigo, bien sea porque defienda una fortaleza o bien porque ocupe una posición militar.
Se distinguen los siguientes tipos:
- A degüello. Toque militar usado en la caballería para señalar el momento en que la tropa ha de bajar la mano a sus caballos para arrojarse a la carga.
- A fondo. Solo es aplicable a la caballería cuando se dirige al enemigo hasta causar su derrota y dispersión.
- A petral. Peculiar a la caballería para significar que se ha llegado a combatir cuerpo a cuerpo con el enemigo, chocando el pecho de unos caballos con otros.
- Brusco. Se llama así aquel en que dejándose de practicar todas las precauciones y serie de trabajos propios de un sitio regular, se dispone que la tropa embista inopinadamente a la cresta del glacis para caer sobre el camino cubierto. En campo raso es la embestida que se da al enemigo cuando este no lo esperaba.
- Completo. El que se efectúa a un mismo tiempo por el frente y flanco de la obra fortificada.
- De flanco. El que se efectúa atacando al enemigo por un costado de su formación.
- De frente. El que se lleva a cabo atacando al enemigo cara a cara.
- De sorpresa. El que se da sobre un punto en que el enemigo no esperaba ser atacado, valiéndose de los accidentes del terreno, el espionaje, las emboscadas, etc.
- En batalla. Es el que más impone al enemigo, pues ve dirigirse hacia él una extensa línea silenciosa y deslumbradora. Esta marcha tiene la ventaja de que los tiros de la artillería no hacen el estrago que producen en los batallones formados en masas profundas, pero en cambio está expuesta a ser rota con más facilidad y no es aceptable más que en terrenos despejados.
- En columna. Formación en masa por compañías o por mitades, aunque más general es lo primero, según lo permita el terreno o lo exijan las circunstancias, colocándose siempre los oficiales y sargentos en los costados y claros que dejan las subdivisiones. Las columnas cerradas pueden formarse por batallones, regimientos y brigadas. Este orden es el que más se adapta a toda clase de terrenos, es el más breve para resistir a las cargas de la caballería, facilitar las retiradas con menos desorden, forzar los desfiladeros y los puestos atrincherados. En cambio la artillería causa pérdidas de consideración.
- Falso. El que se efectúa llamando la atención sobre un punto para que acudiendo el enemigo en su defensa, deje en descubierto o mal guarnecido el que es el verdadero puesto que debe ser atacado.
- Local o Incompleto. El que se dirige contra una sola parte de una plaza fortificada o contra objetos secundarios, como obras o puestos aislados, etc.
- Mixto. El que se efectúa apelando al orden cerrado y abierto a la vez. Vistos los inconvenientes que presentan aisladas la formación en batalla y la de las columnas cerradas en algunos ejércitos se ha admitido alguna vez el ataque mixto; esto es, una parte de la línea en batalla y la otra cerrando en columna los dos flancos. Este sistema ofrece un gran frente para ejecutar los fuegos y la solidez necesaria para resistir los ataques que se dirijan a las alas.
- Verdadero. Cuando se dirigen contra un punto fortificado dos o más ataques para distraer al enemigo, se llama así al que tiene por objeto real el abrir la trinchera.